# Новый рижский театр
Новый Рижский театр (латыш. Jaunais Rīgas teātris) — профессиональный репертуарный латышский драматический театр, основанный в 1992 году в Риге.

## История театра
Театр расположен в историческом здании, который был домом для нескольких рижских театров. В разное время здесь находились: первый Новый рижский театр (1908—1915), Театр Дайлес (1920—1977), Государственный театр юного зрителя Латвийской ССР (1977—1992).
Театр располагает двумя стационарными сценами: Большим (470 зрительских мест) и Малым (100 зрительских мест) залами, а также камерным, репетиционным и залом «Минутка». Кроме того, театр осуществляет некоторые из своих постановок на сцене Театрального музея.
Театр активно участвует в различных фестивалях. Многие из спектаклей получили международное признание и были удостоены профессиональных наград.
Первым главным режиссёром был недавний выпускник ГИТИСа Юрис Рийниекс, с 1997 года его сменил Алвис Херманис, один из самых известных латвийских театральных деятелей, лауреат высшей европейской театральной награды в номинации «Новая театральная реальность».

## Главные режиссёры театра
- Юрис Рийниекс (1992—1997)
- Алвис Херманис (с 1997)

## Директора
- И. Гайле (1992—1995)
- Г. Либерс (1995—1997)
- Алвис Херманис (1997—2000)
- Гундега Палма (с 2000)

## Труппа театра
Актёры:

| - Гундарс Аболиньш - Инга Алсиня - Аурелия Анужите* - Майя Апине - Вия Артмане* - Байба Брока - Раймонда Ваздика* - Гайтис Гага - Вилис Даудзиньш - Гуна Зариня - Сандра Звигуле | - Агнесе Зелтиня - Каспарс Знотиньш - Евгений Исаев - Андрис Кейшс - Элита Клявиня - Иварс Крастс - Гиртс Круминьш - М. Лининьш - Ивета Поле - Варис Пунькис - Регина Разума | - В. Рога - Эдгарс Самитис - Андрис Стродс - Алвис Херманис - Яна Чивжеле - Лиене Шмуксте - Гирт Эцис - Чулпан Хаматова |

(*) — бывшие и приглашённые актёры
Режиссёры:
| - Юрис Рийниекс | - Алвис Херманис | - Мара Кимеле | - Виестурс Кайриш |

Художники:
| - Моника Пормале - Кристианс Бректе | - Иева Каулиня - Эдмундс Янсонс | - Юрис Петрашкевич - Уна Лаукмане |

## Избранные театральные постановки
- 1993 — «Matīss — kausu bajārs» по драматической поэме Александра Чака (реж. Юрис Рийниекс)
- 1993 — «Маркиза де Сад» Юкио Мисима (реж. Алвис Херманис)*
- 1993 — «Немой официант» Гарольда Пинтера (реж. Юрис Рийниекс)
- 1994 — «Пробуждение весны» Франка Ведекинда (реж. Юрис Рийниекс)
- 1994 — «Конец игры» Самюэла Беккета (реж. А. Озолс)
- 1994 — «Жаворонок» Жана Ануя (реж. М. Цонерс)
- 1995 — «Книга Руфь» (реж. Мара Кимеле)*
- 1995 — «Король Лир» Уильяма Шекспира (реж. Мара Кимеле)
- 1995 — «Импровизация» Жана Ануя (реж. М. Цонерс)
- 1996 — «Последний вздох» С. О. Мадсена (реж. Мара Кимеле)
- 1996 — «Чайка» А. П. Чехова (реж. Алвис Херманис)
- 1996 — «Мой любимый Шекспир» (реж. Мара Кимеле)
- 1996 — «Ни одного своего слова» Петериса Петерсона (реж. П. Петерсонс)
- 1996 — «Орфей» Клаудио Монтеверди (реж. К. Вусс)
- 1996 — «Дочери и сыновья» С. А. Найдёнова (реж. Ольгерт Кродерс)
- 1997 — «Красная шапочка и волк» К. Брюкнера (реж. Ольгерт Кродерс)
- 1997 — «Земля обетованная» Р. Циммера (реж. Юрис Рийниекс)
- 1997 — «Мой бедный Марат» Алексея Арбузова (реж. Алвис Херманис)
- 1997 — «Девица Кристина» Мирчи Элиаде (реж. В. Кайришс)
- 1997 — «Ребёнок Розмари», по одноимённому роману Айры Левина (реж. Г. Шмитс)
- 1997 — «Музыкант и проститутка» Исаака Башевис-Зингера (реж. Дж. Дж. Джилинджерс)
- 1998 — «Дни портных в Силмачах» Рудольфа Блауманиса (реж. В. Кайришс)
- 1998 — «Пиковая дама» по А. С. Пушкину (реж. Алвис Херманис)
- 1998 — «Аркадия» Тома Стоппарда (реж. Алвис Херманис)
- 1998 — «Саломея» Оскара Уайльда (реж. Р. Вайварс)
- 1998 — «Приключения Буратино» по сказке Алексея Толстого (реж. Д. Романовича)
- 1999 — «Идиот» по роману Ф. М. Достоевского (реж. В. Кайришс)
- 1999 — «Вертер» по роману в стихах Иоганна Вольфганга Гёте (реж. Петерис Крыловс)
- 2000 — «Барышни из Волчиков» Ярослава Ивашкевича (реж. Алвис Херманис)*
- 2000 — «Змей» Мирчи Элиаде (реж. В. Кайришс)
- 2000 — «Генрих IV» Луиджи Пиранделло (реж. Петерис Крыловс)
- 2000 — «Рондо» Артура Шницлера (реж. Банюта Рубеса)
- 2001 — «Тёмные олени» Инги Абеле (реж. В. Кайришс)
- 2001 — «Маргарита» Мары Залите по трагедии Иоганна Вольфганга Гёте (реж. В. Кайришс)
- 2001 — «Приглашение на казнь» по роману Владимира Набокова (реж. Дж. Дж. Джилинджерс)
- 2001 — «По По» Евгения Гришковца (реж. Евгений Гришковец)
- 2001 — «Лето младшего брата» Гунара Приеде (реж. Л. Гундарс)
- 2002 — «Ревизор» Н. В. Гоголя (реж. Алвис Херманис)*
- 2002 — «История Каспара Хаузера» К. Дира (реж. Алвис Херманис)*
- 2003 — «Длинная жизнь» (реж. Алвис Херманис)*
- 2003 — «Нора» Генрика Ибсена (реж. Мара Кимеле)
- 2003 — «Стеклянный зверинец» Теннесси Уильямса (реж. Галина Полищук)
- 2003 — «Dostoevsky-Trip» Владимира Сорокина (реж. Г. Эцис)
- 2003 — «Возможные миры» Джона Майтона (реж. Банюта Рубеса)
- 2004 — «Дальше» по мотивам пьесы Максима Горького «На дне» (реж. Алвис Херманис)
- 2006 — «Соня» по рассказу Татьяны Толстой (реж. Алвис Херманис)*
- 2008 — «Фундаменталист» Юхи Йокела (реж. Инесе Мичуле)
- 2015 — «Brodsky/Baryshnikov» Михаил Барышников (реж. Алвис Херманис)

(*) — спектакли, удостоенные театральных наград